# Вайтло (Вісконсин)
Вайтло (англ. Whitelaw) — селище (англ. village) в США, в окрузі Манітовок штату Вісконсин. Населення — 737 осіб (2020).

## Географія
Вайтло розташоване за координатами 44°8′44″ пн. ш. 87°49′33″ зх. д. / 44.14556° пн. ш. 87.82583° зх. д. (44.145686, -87.825837).  За даними Бюро перепису населення США в 2010 році селище мало площу 1,41 км², з яких 1,40 км² — суходіл та 0,01 км² — водойми.

## Демографія
Згідно з переписом 2010 року, у селищі мешкало 757 осіб у 301 домогосподарстві у складі 225 родин. Густота населення становила 537 осіб/км².  Було 314 помешкання (223/км²).
Расовий склад населення:
| - 95,4 % — білих - 0,7 % — корінних американців - 0,4 % — чорних або афроамериканців - 1,7 % — осіб інших рас |

До двох чи більше рас належало 1,8 %. Частка іспаномовних становила 2,6 % від усіх жителів.
За віковим діапазоном населення розподілялося таким чином: 23,9 % — особи молодші 18 років, 62,6 % — особи у віці 18—64 років, 13,5 % — особи у віці 65 років та старші. Медіана віку мешканця становила 41,6 року. На 100 осіб жіночої статі у селищі припадало 101,3 чоловіків;  на 100 жінок у віці від 18 років та старших — 105,7 чоловіків також старших 18 років.
Середній дохід на одне домашнє господарство  становив 64 279 доларів США (медіана — 60 568), а середній дохід на одну сім'ю — 75 075 доларів (медіана — 75 417). Медіана доходів становила 49 167 доларів для чоловіків та 31 563 долари для жінок. За межею бідності перебувало 5,2 % осіб, у тому числі 5,6 % дітей у віці до 18 років та 5,2 % осіб у віці 65 років та старших.
Цивільне працевлаштоване населення становило 425 осіб. Основні галузі зайнятості: виробництво — 33,2 %, освіта, охорона здоров'я та соціальна допомога — 23,1 %, транспорт — 8,7 %, роздрібна торгівля — 7,1 %.